# Johan Eriksson Ehrenskiöld
Johan Eriksson Ehrenskiöld, född omkring 1670 i Finland, död i maj 1718, var en svensk militär.

## Biografi
Johan Ehrenskiöld var son till Erik Nilsson Ehrenskiöld och äldste sonen som uppnådde vuxen ålder. 1675 flyttade familjen från Finland till Stockholm, därifrån 1681 till Kalmar och 1684 åter till Stockholm där fadern dog medan Johan ännu var ung. Han vistades därefter en tid i Åbo men var senast 1688 antagen som volontär vid Livgardet. 1688 blev han fänrik i Gustaf Mauritz Lewenhaupts värvade regemente som samma år sändes som hjälptrupper till stöd för Vilhelm av Oranien under pfalziska kriget. Man vet lite om hans insatser under kriget, åtminstone 1695 hade han återkommit till Sverige och vistades då i Riga, 1696 var han i Åbo för att bevaka sin faders dödsbo. Ehrenskiöld verkar inte ha erhållit någon befordran, oklart varför. 1698 blev han inblandad i ett dråp, sedan han råkat i konflikt med friherre Ludvig Gyllenstierna, en brorson till Carl Gyllenstierna, och sedan denne överfallit honom med sin värja och Ehrenskiöld då han försvarade sig dödligt sårade sin motståndare. Efter en lång rättegång dömdes Ehrenskiöld 1700 till att enbart erlägga mansbot och genomgå uppenbar kyrkoplikt, och gav sid därefter omedelbart ut i kriget. 1702 blev han drabant vid Kunglig Majestäts drabanter och befordrades 1706 till vice korpral och blev från 1704 drabantkårens kassör. Han deltog i slaget vid Holowczyn där han sårades och senare i slaget vid Poltava varifrån han lyckades fly och medförde drabantkassan och delar av dess arkiv i samma båt som Karl XII fördes över Dnjepr i. Från Bender sändes Ehrenskiöld till Konstantinopel för att låna upp pengar för drabantkårens underhåll, men tog även upp andra lån bland annat för att finansiera Cornelius Loos resor.
1710 reste han tillsammans med Johan Giertta till de varma baden vid Bursa då båda varit sjuka. Kort därefter reste dock Ehrenskiöld men via Belgrad, Wien och Lübeck för att försöka skaffa fram pengar. Vid denna tid rasade pesten i Sverige och hoven befann sig i Sala och kungliga rådet i Arboga. Ehrenstierna som saknade fullmakt från Karl XII verkar inte ens ha mottagits av rådet, möjligen delvis av rädsla för smitta. Ehrenstierna tvingades återvända till kungen i Turkiet. Efter ett möte med kungen i Bender våren 1711 fick han fullmakt att ta upp statslån på 600.000 riksdaler eller mer varvid han erhöll fullmakt och kreditiv av kungen om att hovet och rådet skulle på alla sätt stödja Ehrenstiernas förslag. På grund av den låga ränta som erbjöds på lånen och bristen på säkerhet som staten kunde uppvisa lyckades han inte få fram tillräckligt med pengar. Han lade fram ett nytt förslag om lån av 1.000.000 riksdaler mot högre ränta men en femtonårig amorteringstid och säkerhet jämte rådets garanti ifrån framtida statsinkomster, men rådet dröjde trots Arvid Horns stöd att bevilja säkerheten. Ehrenskiöld återvände då till Bender dit han ankom maj 1712, men Karl XII beslutade sig nu för att avstå hela planen. Ehrensvärd sattes nu att ta upp lån för kungens räkning i Turkiet. Han skötte arbetade även med att försöka hålla gång postgången mellan Turkiet och Sverige. Då Karl XII slutligen hösten 1714 begav sig av hemåt, lånade Ehrenskiöld upp pengar för hemresan. Han utverkade ett erkännande från Karl XII på att hans fordringar på kronan nu uppgick till över 116.000 daler silvermynt, främst genom att han tagit personliga lån för kronans räkning. Då Stralsunds garnison kapitulerade 1715 fick Ehrenskiöld i uppgift att sköta hemtransporten av de trupper som undandragits från krigsfångenskapen. Flera han interneras då utlovad betalning för truppernas underhåll dröjt, men med Henrik Magnus von Buddenbrock lyckades Ehrenskiöld få dem frisläppta. Ehrenskiöld ansåg själv att han motarbetades i sitt uppdrag av Georg Heinrich von Görtz.
Efter utfört värv skulle Ehrenskiöld i maj 1718 återvända till Sverige för att rapportera om sina insatser till kungen, men han återvände aldrig. Troligen skall hans fartyg ha lidit skeppsbrott på överfarten mellan Tyskland och Sverige och Ehrenskiöld drunknat.